# Philodendron panamense
Philodendron panamense är en kallaväxtart som beskrevs av Kurt Krause. Philodendron panamense ingår i släktet Philodendron och familjen kallaväxter. Inga underarter finns listade.